# Gian Franco Allala
Gian Franco Allala Menéndez (Juan Lacaze, 17 gennaio 1997) è un calciatore uruguaiano, difensore dell'LDU Quito.

## Caratteristiche tecniche
È un difensore centrale.

## Carriera

### Club
Ha esordito fra i professionisti il 31 ottobre 2015 disputando con il Rampla Juniors l'incontro di Segunda División Profesional vinto 4-0 contro il Dep. Maldonado.

### Nazionale
Il 31 maggio 2024 esordisce in nazionale maggiore nell'amichevole pareggiata 0-0 contro la Costa Rica.

## Palmarès

### Club

#### Competizioni nazionali
- Campionato ecuadoriano: 1

LDU Quito: 2024
- Supercoppa ecuadoriana: 1

LDU Quito: 2025